# Phoneyusa rutilata
Phoneyusa rutilata är en spindelart som först beskrevs av Simon 1907.  Phoneyusa rutilata ingår i släktet Phoneyusa och familjen fågelspindlar.
Artens utbredningsområde är Guinea-Bissau. Inga underarter finns listade i Catalogue of Life.